# Крутово (Кольчугинский район)
Крутово — опустевшая деревня в Кольчугинском районе Владимирской области России, входила в состав Раздольевского сельского поселения. Сейчас — урочище Крутово.
До революции деревня находилась в составе Спасской волости Юрьевского уезда. На территории бывшей деревни находится пруд, и заброшенный дом, который дачники покинули в начале двухтысячных. По состоянию на 1905 год тут проживал 71 житель. По состоянию на 2000 год постоянного населения уже не было.